# ギヨーム2世 (エノー伯)
ギヨーム2世（Guillaume II, 1307年 - 1345年9月26日）は、エノー伯。ホラント伯、ゼーラント伯ウィレム4世でもあった。父はエノー伯、ホラント伯、ゼーラント伯ギヨーム1世、母はヴァロワ伯シャルルの娘で、フランス王フィリップ6世の妹ジャンヌ。妹は神聖ローマ皇帝ルートヴィヒ4世の皇后・マルガレーテ・フォン・ホラント、イングランド王エドワード3世の王妃・フィリッパ・オブ・エノー。 

## 生涯
1337年に死去した父の後を継いだ。義兄弟のイングランド王エドワード3世と同盟し、フランスで戦った。かつて親しかったユトレヒト司教ヤン・ファン・アルケルと対立し、ユトレヒトを包囲した。1339年にギヨームはカンブレー包囲戦に参加した。
1334年に結婚したブラバント公ジャン3世の娘ジャンヌとの間に子は生まれなかった為、死後は妹のマルガレーテ・ルートヴィヒ4世夫妻が相続した。ジャンヌは後にルクセンブルク公ヴェンツェル1世と再婚した。
1345年にフリースラントに遠征したが、同年9月26日にワルンスの戦い（Battle of Warns）でフリース人に敗れ戦死した。